# Nika Brettschneider
Nika Brettschneider (* 9. Februar 1951 in Ostrava als Zdeňka Brettschneiderová; † 30. Juni 2018 in Wien) war eine österreichische, aus der Tschechoslowakei stammende Schauspielerin, Regisseurin, Theaterleiterin, Schauspielprofessorin und Charta 77-Unterzeichnerin.

## Leben und Werk

### Die Zeit in der Tschechoslowakei
Als Tochter eines Hutmachers und einer Modistin verbrachte Nika Brettschneider ihre Kindheit und Jugend in Ostrava, bevor sie 1966 nach Brünn ging, wo sie die dramatische Abteilung des Staatlichen Konservatoriums besuchte. Dort legte sie 1969 die Matura ab. Von 1969 bis 1973 studierte sie Schauspiel an der Janáček-Akademie für Musik und Darstellende Kunst JAMU.

Schon früh fiel sie dort durch ihre unangepasste politische Haltung auf. So weigerte sie sich im November 1971, als einzige der Schule, an den ersten, nur offiziell freien, in Wirklichkeit zwangsweise verordneten Wahlen zur Zeit der Normalisierung (nach der Niederschlagung des Prager Frühlings und der Okkupation der Tschechoslowakei durch die Sowjetunion) teilzunehmen, was beinahe ihren Ausschluss aus der Akademie zur Folge gehabt hätte.

Nach Beendigung ihrer Ausbildung spielte Nika Brettschneider an einigen der wichtigsten tschechoslowakischen Experimentaltheater: am Studio Ypsilon in Liberec (heute in Prag), am Divadlo Husa na provázku (deutscher Name: Theater Gans an der Leine) in Brünn und dann am Hanácké divadlo in Prostějov (heute als HaDivadlo in Brünn).
1974 heiratete Nika Brettschneider den Theatermacher und Philosophen Ludvík Kavín (1943–2025), der wegen seines politischen Engagements während des Prager Frühlings mit Berufsverbot belegt war. 1975 wurde der erste gemeinsame Sohn, Jakub, geboren.

1976 wurde Nika Brettschneiders Vertrag am Hanácké divadlo nicht verlängert, weil sie eine Protestnote gegen die Verhaftung von Mitgliedern der subversiven Band The Plastic People of the Universe unterschrieben hatte. Daraufhin, und auch aufgrund ihrer Ehe mit dem als Staatsfeind eingestuften Kavín, war es ihr offiziell nicht mehr möglich, als Schauspielerin zu arbeiten, die Familie stand unter Beobachtung durch die Staatssicherheit. Ludvík Kavín fand zumindest Arbeit als Fabriksarbeiter in Ostrava, Nika Brettschneider konnte noch heimlich als Statistin in einigen Theaterinszenierungen in Ostrava mitwirken.
Im Januar 1977 unterzeichneten Brettschneider und Kavín die Charta 77. Beide verloren sofort ihre Arbeit, der zweijährige Sohn wurde am Betreten des Kindergartens gehindert.

### Neustart in Österreich
Der österreichische Bundeskanzler Bruno Kreisky bot allen Unterzeichnern der Charta 77 politisches Asyl in Österreich an. Brettschneider und Kavín nahmen dieses Angebot an, reisten im 7. Juli 1977 aus der Tschechoslowakei aus und gingen nach Wien. Vier Jahre später, im September 1981, nahmen sie auch die österreichische Staatsbürgerschaft an.
Brettschneider arbeitete in Wien zunächst als Theatergarderobiere, danach als Statistin und Choreografin im Volkstheater. Zugleich gründete sie, gemeinsam mit ihrem Mann, die freie Theatergruppe Verein Theater Brett - Compagnie Brettschneider und begann, eigene unabhängige Theaterinszenierungen zu entwickeln. 

Die erste dieser Produktionen war Das Licht der Welt des Charta 77-Unterzeichners Jiří Kolář. Die Uraufführung fand im Januar 1978 in Brüssel statt, im Rahmen des Festivals 10 Jahre Prager Frühling. Hier traten Brettschneider und Kavín unter anderem gemeinsam mit Wolf Biermann auf. Eine Vielzahl weiterer Inszenierungen entstand an verschiedenen Spielorten, hauptsächlich in Wien, aber auch in Zürich, darunter Die Grube, ebenfalls von Kolář, und Das Mündel will Vormund sein von Peter Handke, zudem eine Vielzahl eigener Stückentwicklungen.

1981 erhielt Nika Brettschneider vom Kulturministerium eine Prämie als Schauspielerin und Regisseurin von Friederike Mayröckers Die Versatzstücke im Impulshaus Maria Schutz am Semmering. 1982 wurde sie für ihre nonverbale Darstellung das Sancho Pansa in der Eigenproduktion Don Quijote in Wien mit dem Förderungspreis zur Kainz-Medaille ausgezeichnet.

### Leiterin desTheater Brett
1984 eröffneten Brettschneider und Kavín ein eigenes Haus in Wien, das Theater Brett.

Die Eröffnungsinszenierung war Das Labyrinth der Welt und das Paradies des Herzens von Jan Amos Komenský, in der Regie von Brettschneider und Kavín, die beide auch mitspielten (unter den Darstellerinnen befand sich auch die spätere Politikerin Ulrike Lunacek).

Neben ihrer Tätigkeit als Theaterleiterin war Nika Brettschneider am Theater Brett auch für über 40 Inszenierungen verantwortlich und verkörperte als Schauspielerin Haupt- und Nebenrollen, und auch einige Solorollen, in mehr als 55 Produktionen.

Zu den großen Rollen, die sie in dieser Zeit gespielt hat, zählten unter anderem die Antigone des Sophokles, die Frau in Václav Havels Vernissage, die Iocaste in der Höllenmaschine von Jean Cocteau, das Fräulein von Zahndt in Dürrenmatts Physikern, Lady Macbeth als Solorolle nach Stücken von Shakespeare und Ionesco, das Mariedl in Werner Schwabs Präsidentinnen, Alzinde in Ferdinand Raimunds Moisasurs Zauberfluch, Winnie in Becketts Glückliche Tage und die Rosa in Felix Mitterers Mein Ungeheuer.

### Ab 1990 - Pendeln zwischen Österreich und Tschechien
Nika Brettschneider spielte großenteils in deutscher Sprache, ab 1990 gelegentlich aber auch wieder auf Tschechisch in einigen Inszenierungen, die als Gastspiele in Tschechien gezeigt wurden, sobald das nach der Samtenen Revolution wieder möglich war – darunter die tschechischsprachigen Erstaufführungen von Odjinud (Aus der Fremde) von Ernst Jandl (Regie: Petr Štindl, HaDivadlo Brünn 1996) und Nada. Nic (Nada. Nichts) von Friederike Mayröcker (Regie: Christoph Prückner, Divadlo Husa na provázku Brünn 1998).

Für ihre Wirkung als Kulturvermittler (im Bereich des grenzüberschreitenden mitteleuropäischen Theaters) wurde Brettschneider und Kavín 2013 der CENTROPE-Preis zugesprochen.
Ab 1990 unterrichtete Nika Brettschneider als Schauspiellehrerin an der JAMU in Brünn, wo sie selbst ihre Schauspielausbildung erhalten hatte, und leitete dort ein eigenes Atelier. 1997 habilitierte sie und wurde zur Dozentin ernannt, 2007 erhielt sie den Professorentitel.

Ab 2007 wirkte sie auch wieder als Schauspielerin in einigen Inszenierungen am Divadlo Husa na provázku in Brünn mit.
All diese Tätigkeiten, die der Schauspielerin, der Schauspieldozentin und der Intendantin des Theater Brett, übte Nika Brettschneider bis zu ihrem Tod aus. Ihr letzter Theaterauftritt am Theater Brett war die Solorolle in Frau an der Front von Alaine Polcz (ab 2015). In Brünn spielte sie noch bis 2017 in Ze života hmyzu (Aus dem Leben der Insekten) von Karel Čapek (ihre letzte Vorstellung war am 26. Oktober 2017). Ihre letzte Rolle überhaupt verkörperte sie als Hejná in der erst posthum ausgestrahlten tschechischen TV-Miniserie Rédl (2018). Am 30. Juni 2018 verstarb sie nach längerer schwerer Krankheit in Wien.